# Gazela (žival)
Gazela je katerakoli izmed številnih vrst antilop iz rodu Gazella. Ta članek obravnava tudi sedem vrst, vključenih v dva nadaljnja rodova, Eudorcas in Nanger, ki sta prej veljala za podroda Gazella. Tretji nekdanji podrod, Procapra, vključuje tri žive vrste azijskih gazel.
Gazele so znane kot hitre živali. Nekatere lahko tečejo pri pospešku do 100 km/h ali tečejo s stalno hitrostjo 50 km/h. Gazele najdemo večinoma v puščavah, traviščih in savanah Afrike; vendar jih najdemo tudi v jugozahodni in Srednji Aziji ter na Indijski podcelini. Po navadi živijo v čredah in jedo manj grobe, lahko prebavljive rastline in liste.
Gazele so razmeroma majhne antilope, večina jih stoji 60–110 cm visoko na rami in so običajno rjave barve.
Rodovi gazel so Gazella, Eudorcas in Nanger. Taksonomija teh rodov je zmedena, razvrščanje vrst in podvrst pa je bilo nerešeno vprašanje. Trenutno velja, da rod Gazella vsebuje približno 10 vrst. Ena vrsta je izumrla: gazela kraljice iz Sabe. Večina preživelih vrst gazel velja za ogrožene v različni meri. Tesno povezane s pravimi gazelami so tibetanska goa (Procapra picticaudata) in mongolska gazela (Procapra gutturosa) (vrste iz rodu Procapra), indijska antilopa (Antilope cervicapra) in afriška skokonoga gazela.
Ena splošno znana gazela je afriška vrsta Thomsonova gazela (Eudorcas thomsoni), ki je na ramenih visoka okoli 60 do 70 cm in je obarvana rjavo in belo z značilno črno črto. Samci imajo dolge, pogosto ukrivljene rogove. Tako kot mnoge druge vrste plena, tudi Tommi in skokonoge (kot jih poznajo) izkazujejo značilno vedenje, da se zadržujejo (med begom tečejo in skačejo visoko), ko jih ogrožajo plenilci, kot so gepardi, levi, afriški divji psi, krokodili, hijene in leopardi.

## Etimologija in ime
Beseda Gazela izvira iz arabščine غزال ġazāl, magrebska izgovorjava ġazēl. V Evropo je najprej prišla v staro španščino in staro francoščino, nato pa je beseda okoli leta 1600 vstopila v angleški jezik. Arabci so tradicionalno lovili gazelo. Cenjena zaradi svoje milosti, je simbol, ki se v arabski literaturi najpogosteje povezuje z žensko lepoto. V mnogih državah severozahodne podsaharske Afrike gazelo običajno imenujejo dangelo, kar pomeni "hitri jelen".

## Simbolizem ali totemizem v afriških družinah
Gazela je, tako kot antilopa, ki ji pripada družina, totem številnih afriških družin, kot je družina Joof iz regije Senegambia (v ožjem pomenu zgodovinsko ime za geografsko regijo v zahodni Afriki, ki leži med reko Senegal na severu in reko Gambijo na jugu), Bagananoa iz Bocvane v južni Afriki – naj bi izhajala iz BaHurutshe in klan Eraraka (ali Erarak) iz Ugande.] Kot je običajno v mnogih afriških družbah, je Joofom ali Eraraka prepovedano ubijati ali se dotikati družinskega totema.

## Vrste
Gazele so razdeljene na tri rodove in številne vrste.
| Rod      | Splošna in binomialna imena                                                                         | Slika | Razširjenost                                                                                           |
| -------- | --------------------------------------------------------------------------------------------------- | ----- | --- |
| Gazella  | Arabska gazela G. arabica                                                                           |       | Arabski polotok                                                                                        |
| Gazella  | Cuvierova gazela G. cuvieri                                                                         |       | Alžirija, Maroko, Zahodna Sahara in Tunizija                                                           |
| Gazella  | Dorcas gazela G. dorcas                                                                             |       | Severna in saharska Afrika, Sinajski polotok in južni Izrael                                           |
| Gazella  | Golšasta gazela ali Črnorepa gazela G. subgutturosa                                                 |       | Azerbajdžan, vzhodna Gruzija, del Irana, del Iraka in jugozahodni Pakistan, Afganistan in puščava Gobi |
| Gazella  | Arabska peščena gazela G. marica                                                                    |       | [Sirska puščava, jugovzhodna Turčija in Velika arabska puščava                                         |
| Gazella  | Činkara ali Indijska gazela G. bennettii                                                            |       | Iran, Pakistan in Indija                                                                               |
| Gazella  | Gorska gazela G. gazella                                                                            |       | Izrael, Golansko višavje, Dubaj in Turčija                                                             |
| Gazella  | Rhim gazela tudi gazela z vitkimi rogovi, afriška peščena gazela ali Loderjeva gazela G. leptoceros |       | Alžirija, Čad, Egipt, Libija in Sudan                                                                  |
| Gazella  | Spekejeva gazela G. spekei                                                                          |       | Afriški rog                                                                                            |
| Gazella  | Erlangerjeva gazela G. erlangeri                                                                    |       | Arabski polotok                                                                                        |
| Eudorcas | Mongalla gazela E. albonotata                                                                       |       | poplavno območje in savana Južnega Sudana                                                              |
| Eudorcas | Rdečečela gazela E. rufifrons                                                                       |       | regija Sahel centralne Afrike                                                                          |
| Eudorcas | Rdeča gazela E. rufina                                                                              |       | Gorska območja severne Afrike                                                                          |
| Eudorcas | Thomsonova gazela E. thomsonii                                                                      |       | Vzhodna Afrika                                                                                         |
| Nanger   | Dama gazela N. dama                                                                                 |       | Sahara in Sahel                                                                                        |
| Nanger   | Grantova gazela N. granti                                                                           |       | Severna Tanzanija do Južnega Sudana in Etiopija in od kenijske obale do Viktorijinega jezera           |
| Nanger   | Soemmerringova gazela N. soemmerringii                                                              |       | Afriški rog                                                                                            |

### Prazgodovinska izumrtja
Fosile iz rodu Gazella najdemo v pliocenskih in pleistocenskih nahajališčih Evrazije in Afrike. Majhna Gazella borbonica je ena najzgodnejših evropskih gazel, za katero je značilna majhna velikost in kratke noge. Gazele so izginile iz Evrope na začetku ledene dobe, vendar so preživele v Afriki in na Bližnjem vzhodu.
- rod Gazella
  - Gazella borbonica – Evropska gazela
  - Gazella thomasi - Thomasova gazela
  - Gazella harmonae - Pliocen Etiopije, nenavadni spiralni rogovi[13]
  - Gazella praethomsoni
  - Gazella triquetrucornis
  - Gazella negevensis
  - Gazella capricornis
- podrod Vetagazella
  - Gazella sinensis
  - Gazella deperdita
  - Gazella pilgrimi - stepska gazela
  - Gazella leile - Leilejeva gazela
  - Gazella praegaudryi
  - Gazella gaudryi
  - Gazella paotehensis
  - Gazella dorcadoides
  - Gazella altidens
  - Gazella mongolica
  - Gazella lydekkeri
  - Gazella blacki
  - Gazella parasinensis
  - Gazella kueitensis
  - Gazella paragutturosa
- podrod Gazella
  - Gazella janenschi
- podrod Trachelocele
  - Gazella atlantica - Atlantska gazela
  - Gazella tingitana
- podrod Deprezia
  - Gazella psolea
- rod Nanger
  - Nanger vanhoepeni

## Galerija
- Grantova gazela (samec)
- Dama gazela
- Thomsonova gazela (samec)
- Spekerjeva gazela (samica)
- Golšasta gazela (samica in mladič)
- Indijska gazela (samica)
- Dorcas gazela (samica)
- Gazela z rdečim čelom
- Gorska gazela (samec)
- Soemmerringova gazela (samica)
- Rhim gazela (samec)
- Gazele na eni od vaz, narejenih za palačo Alhambra